# Дъблински замък
Дъблинският замък (на ирландски: Caisleán Bhaile Átha Cliath) на ул. „Дейм“, Дъблин, Ирландия е главен правителствен комплекс в Дъблин, Ирландия. До 1922 година е седалище на администрацията на правителството на Обединеното кралство в Ирландия. По-голямата част от комплекса е от XVIII век, но замъкът съществува от времето на крал Джон, първият лорд на Ирландия. Замъкът служи като седалище на англичаните при Лордство Ирландия (1171 – 1541), Кралство Ирландия (1541 – 1800) и Обединеното кралство Великобритания и Ирландия (1800 – 1922).
След подписването на Англо-ирландския договор през декември 1921 година, комплексът е церемониално предаден на новосформираното временно правителство на Майкъл Колинс.
Дъблинският замък е изпълнявал редица роли през цялата си история. Първоначално построен като отбранително укрепление за нормандския град Дъблин, по-късно той се превръща в официална резиденция, използвана от лорд-лейтенанта или вицекраля на Ирландия, представител на монарха. Вторият по длъжност в администрацията на Дъблинския замък, главният секретар на Ирландия, също е имал свои офиси там. В замъка са заседавали парламентът и определени съдилищаа, преди да се преместят в нови специално построени сгради. Служил и като база за военен гарнизон, а по-късно и за разузнавателни служби.
Голяма част от средновековния замък изгаря през април 1684 година.
Днес държавните апартаменти в Замъка са музей, използван от президента и правителството на Ирландия за държавни събития.
- Галерия
- Норманската кула, единствената останала част от средновековния замък от 1228 г.
- Държавната приемна зала
- Залата на Свети Патрик
- Статуя на силата на духа
- Статуя на справедливостта